# Socket FM2
Socket FM2 es un zócalo de CPU destinado a los APUs de AMD Trinity y Richland, así como a los procesadores Athlon X2 y Athlon X4 basados en ellos. FM2 se lanzó el 27 de septiembre de 2011. Las placas base que incluyen socket FM2 también utilizan el nuevo chipset A85X de AMD.
El zócalo es muy similar al FM1, basado en una cuadrícula de pines 31×31 con un vacío central de 5×7, 3 pines faltantes en cada esquina y algunos pines clave adicionales. En comparación con el Socket FM1, se movieron dos pines clave y se quitó uno más, dejando 904 pines.
Las APU "Kaveri" basadas en Steamroller no son soportadas.